# Люблинская губерния
Люблинская губерния (пол. Gubernia lubelska) — губерния Царства Польского и Российской империи (1837—1917). Губернский город — Люблин.

## История
Образована в 1837 году из Люблинского воеводства. В 1844 году присоединена территория упразднённой Подлясской губернии, которая в 1867 году была выделена как Седлецкая губерния.
В 1912 году к Люблинской губернии была присоединена часть упразднённой Седлецкой губернии (Гарволинский, Луковский, Седлецкий, Соколовский уезды, часть Радинского и фрагменты Константиновского и Влодавского), а часть (Билгорайский, Холмский, Хрубешовский, Томашовский, Замойский уезды и части Красноставского и Любартовского) передана во вновь образованную Холмскую губернию.
Площадь — 16,9 тысяч км². Население — 1 341 тысяч человек (1905). Крупные города — Люблин, Замосць, Холм (до 1912). Всего же городов — 13; кроме того 52 посада и 144 гмины, в числе которых: 3 посадских, 47 смешанных и 94 сельских. Среди 596 учебных заведений, бывших в губернии в 1894 году действовали: Новоалександрийский институт сельского хозяйства и лесоводства (184 учащихся), 2 мужские гимназии, 1 женская гимназия, 1 учительская семинария с образцовым при ней училищем, православная и римско-католическая духовные семинарии, 1 духовное училище, 13 частных учебных заведений, 26 церковно-приходских школ, 49 евангельских канторатов и 105 еврейских вероисповедных школ (хедеры). В 1874 году было образовано Общество люблинских врачей, а в 1880 году в Холме создан церковно-археологический музей и комитет по историко-статистическому описанию церквей и приходов Холмско-Варшавской епархии.

## Административное деление
С 1867 по 1912 год в состав губернии входило 10 уездов:
| №  | Уезд                 | Уездный город                 | Площадь, вёрст² | Население (1897), чел. |
| -- | -------------------- | ----------------------------- | --------------- | ---------------------- |
| 1  | Белгорайский         | Белгорай (5 846 чел.)         | 1 500,8         | 96 332                 |
| 2  | Грубешовский         | Грубешов (10 639 чел.)        | 1291,3          | 101 392                |
| 3  | Замостский           | Замостье (14 705 чел.)        | 1 569,6         | 119 783                |
| 4  | Красноставский       | Красностав (9 846 чел.)       | 1 329,3         | 100 655                |
| 5  | Любартовский         | Любартов (5 237 чел.)         | 1 200,4         | 86 894                 |
| 6  | Люблинский           | Люблин (50 385 чел.)          | 1 601,3         | 156 732                |
| 7  | Ново-Александрийский | Ново-Александрия (8 617 чел.) | 1 491,9         | 145 362                |
| 8  | Томашевский          | Томашев (6 233 чел.)          | 1 213,4         | 98 783                 |
| 9  | Холмский             | Холм (18 452 чел.)            | 1 865,9         | 137 585                |
| 10 | Яновский             | Янов (7 919 чел.)             | 1 725,5         | 117 144                |

## Руководство губернии

### Губернаторы
| Ф. И. О.                        | Титул, чин, звание                                   | Время замещения должности |
| ------------------------------- | ---------------------------------------------------- | ------------------------- |
| Альбертов Марк Егорович         | генерал-майор                                        | 23.02.1837—08.11.1851     |
| Мацкевич Станислав Иванович     | действительный статский советник                     | 08.11.1851—25.03.1861     |
| Бодушинский Антон Викентьевич   | коллежский советник                                  | 25.03.1861—13.08.1863     |
| Буцковский Михаил Андреевич     | генерал-майор                                        | 13.08.1863—05.06.1875     |
| Лишин Константин Андреевич      | генерал-майор                                        | 05.06.1875—18.10.1880     |
| Стамеров Леонид Сергеевич       | действительный статский советник                     | 03.11.1880—18.03.1886     |
| Тхоржевский Владимир Филиппович | тайный советник                                      | 18.03.1886—01.01.1905     |
| Менкин Евгений Васильевич       | действительный статский советник                     | 19.03.1905—16.05.1912     |
| Келеповский Аркадий Ипполитович | действительный статский советник                     | 16.05.1912—1914           |
| Стерлигов Илья Иванович         | статский советник (действительный статский советник) | 1915—1917                 |

### Вице-губернаторы
| Ф. И. О.                             | Титул, чин, звание                                             | Время замещения должности |
| ------------------------------------ | -------------------------------------------------------------- | ------------------------- |
| Пистолькорс Ипполит Карлович         | надворный советник                                             | 28.04.1866—26.12.1867     |
| Конисский Аполлон Феодорович         | действительный статский советник                               | 26.12.1867—04.01.1884     |
| Коростовцев Михаил Любимович         | действительный статский советник                               | 26.01.1886—10.08.1887     |
| Севастьянов Михаил Николаевич        | действительный статский советник                               | 08.10.1887—17.12.1900     |
| Милаев Алексей Николаевич            | коллежский советник                                            | 27.01.1901—14.05.1902     |
| Стефанович Константин Константинович | статский советник                                              | 08.11.1902—14.03.1903     |
| Смирнов Владимир Александрович       | коллежский советник                                            | 14.03.1903—01.04.1905     |
| Скрябин Михаил Дмитриевич            | статский советник (позднее — действительный статский советник) | 01.04.1905—16.06.1907     |
| Селецкий Михаил Викторович           | коллежский советник (статский советник)                        | 16.06.1907—1915           |
| Чегодаев Алексей Павлович            | князь, коллежский советник                                     | 1915—1917                 |

## Население

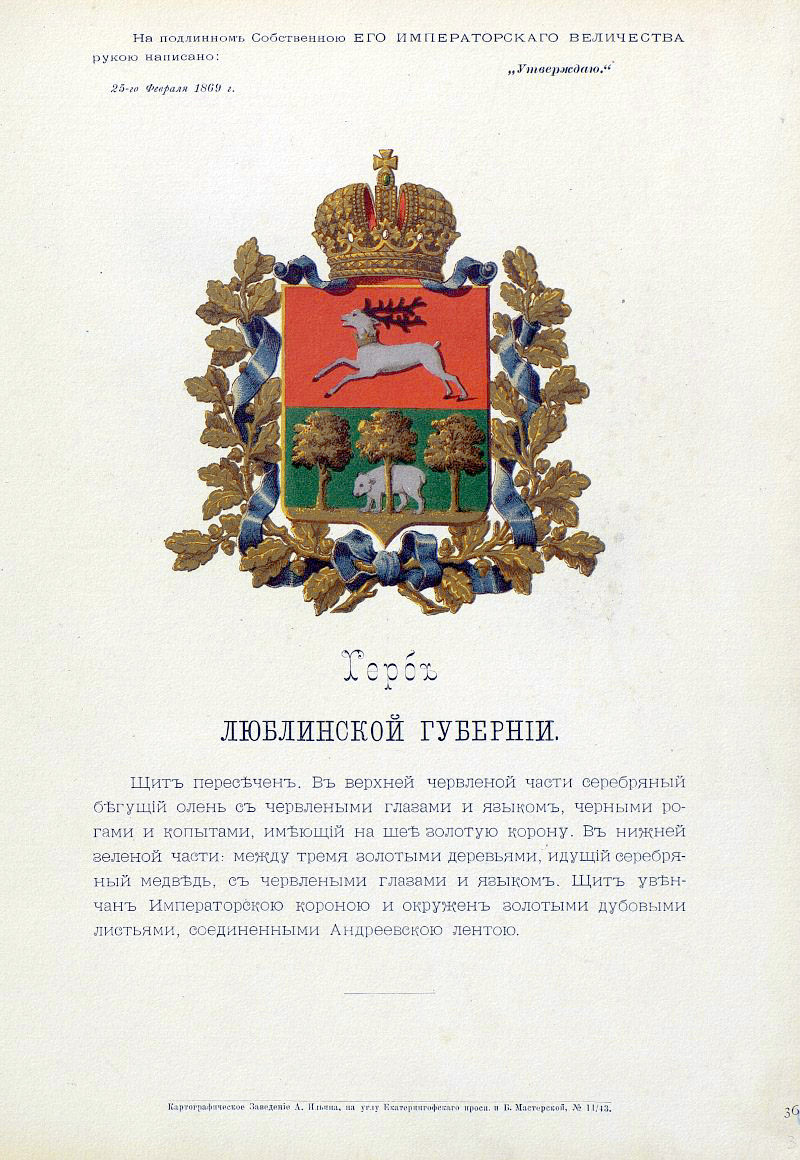
Герб губернии c оф.описанием, утверждённый Александром II (1869)

Национальный состав в 1897 году:
| Уезд                 | поляки | малороссы | евреи  | великороссы | немцы  |
| -------------------- | ------ | --------- | ------ | ----------- | ------ |
| Губерния в целом     | 62,9 % | 16,9 %    | 13,4 % | 4,1 %       | 2,2 %  |
| Белгорайский         | 62,7 % | 20,8 %    | 9,3 %  | 6,9 %       | …      |
| Грубешовский         | 23,1 % | 59,6 %    | 14,5 % | 1,9 %       | …      |
| Замостский           | 73,9 % | 7,7 %     | 12,2 % | 5,6 %       | …      |
| Красноставский       | 80,3 % | 5,5 %     | 10,9 % | 2,8 %       | …      |
| Любартовский         | 81,5 % | 1,8 %     | 11,6 % | …           | 4,3 %  |
| Люблинский           | 73,5 % | …         | 20,3 % | 3,5 %       | 1,7 %  |
| Ново-Александрийский | 73,5 % | 1,7 %     | 16,6 % | 6,5 %       | …      |
| Томашевский          | 36,5 % | 49,5 %    | 11,1 % | 2,5 %       | …      |
| Холмский             | 34,5 % | 33,4 %    | 12,7 % | 6,3 %       | 12,7 % |
| Яновский             | 85,4 % | 1,2 %     | 9,9 %  | 2,8 %       | …      |